# Elcaribe longicaudus
Elcaribe longicaudus är en tvåvingeart som beskrevs av Webb 2006. Elcaribe longicaudus ingår i släktet Elcaribe och familjen stilettflugor. Inga underarter finns listade i Catalogue of Life.